# Galium bungoniense
Galium bungoniense är en måreväxtart som beskrevs av I.Thomps.. Galium bungoniense ingår i släktet måror, och familjen måreväxter. Inga underarter finns listade i Catalogue of Life.